# Jan Heintze
Jan Heintze (* 17. srpna 1963, Tårnby) je dánský bývalý fotbalista, který hrál jako obránce. Svou kariéru zahájil a ukončil v Nizozemsku u PSV Eindhoven, kde byl součástí týmu, který vyhrál PMEZ 1988. V průběhu 15 let odehrál 86 zápasů za dánský národní tým a s týmem byl na MS 1998 a 2002 a na ME 1988 a 2000.

## Hráčská kariéra
Jan Heintze hrál obránce za Kastrup BK, PSV Eindhoven, Bayer Uerdingen a Bayer Leverkusen.
Za Dánsko hrál 86 zápasů a dal 4 góly. Byl na MS 1998 a 2002 a na ME 1988 a 2000. Na ME 1992, které Dánsko vyhrálo, nebyl kvůli tomu, že se při kvalifikaci vrátil bez vědomí reprezentačního trenéra z reprezentačního srazu do klubu, když zjistil, že v základní sestavě Dánska nenastoupí.

## Úspěchy
PSV Eindhoven
- Eredivisie (9): 1985–86, 1986–87, 1987–88, 1988–89, 1990–91, 1991–92, 1999–2000, 2000–01, 2002–03
- KNVB Cup (3): 1987–88, 1988–89, 1989–90
- Pohár mistrů evropských zemí: 1987–88